# Тобуроков Петро Миколайович
Петро Миколайович Тобуроков (якут. Бүөтүр Тобуруокап; нар. 25 жовтня 1917, Оросунський наслег — пом. 6 березня 2001, Якутськ) — якутський письменник, поет; член Спілки письменників СРСР з 1957 року та Спілки письменників Якутії з 1991 року.

## Біографія
Народився 25 жовтня 1917 року в Оросунському наслезі (тепер Верхньовілюйський улус, Республіка Саха, РФ). Закінчив Вілюйське педагогічне училище імені Миколи Чернишевського, Вищі літературні курси при Літературному інституті імені Олексія Горького. Працював учителем і директором шкіл, старшим викладачем і керівником творчого семінару в Московському літературному інституті імені Олексія Горького.
Брав участь у німецько-радянській війні. Член ВКП(б) з 1945 року. Помер в Якутську 6 березня 2001 року.

## Творчість
Перший вірш опублікував у 1934 році. Писав також для дітей. Автор книг:
- Сиибиктэ: [Вірші. Для молодшого шкільного віку], 1979;
- Азбука-скоромовка: [Для дошкільного віку], 1980;
- Туллай: Казка [у віршах]. Для молодшого шкільного віку, 1982;
- Жайворонок з хомусом: Вірші, 1983;
- Стерхи над Леною: Вірші та поеми. Переклад з якутської, 1983;
- Нещастя і щастя: Поема, 1985;
- Де провести літо: [Вірші. Для молодшого шкільного віку], 1985;
- Жайворонки, які грають з сонцем: (Вірші і поеми): [Для середнього шкільного віку], 1986;
- Витки: (вірші, пісні поеми), 1987;
- Ступа і товкач: Сатиричні вірші, 1989;
- Долгунча: (П'єсм, інтермедії): [Переклад], 1993;
- Завжди із здобутком: Спогади про дитинство, 1994;
- Нічна дівчина: Повість, 1994;
- Пухлячок: Вірші: [Для дошкільного і молодшого шкільного віку], 1996.

## Відзнаки
- Нагороджений орденами Вітчизняної війни ІІ ступеня (6 квітня 1985)[2], Трудового Червоного Прапора, «Знак Пошани», медалями і почесними грамотами;
- ІІ-га премія на Якутському республіканському конкурсі з дитячої літератури (1946; за поему «Буукубалар мунньахтара» / «Собрание букв» і оповідання «Лыах» /«Метелик»);
- Народний поет Якутії;
- Заслужений працівник культури Республіки Сахи[1].